# Oceania 2
Oceania 2 (Moana 2) è un film d'animazione del 2024 diretto da Dave G. Derrick Jr., Jason Hand e Dana Ledoux Miller (tutti e tre al loro debutto alla regia).
Sceneggiato da Jared Bush e Dana Ledoux Miller, prodotto da Walt Disney Animation Studios e distribuito da Walt Disney Studios Motion Pictures, il film è il sequel di Oceania (2016) e il 63º Classico Disney.

## Trama
Tre anni dopo che il Cuore di Te Fiti è stato restituito, Vaiana trascorre le sue giornate esplorando nuove isole dell'Oceania nella speranza di trovare altre persone connesse all'oceano e istruendo la sorellina Simea, a cui è molto legata, sulla connessione tra l'oceano e gli antenati dell'isola di Motunui. 
Arriva il giorno fissato per la cerimonia in cui la giovane deve essere riconosciuta, mille anni dopo l'ultima volta, come "Tautai", ovvero come navigatore ed esploratore di riferimento dell'isola. Dopo essere quasi stata colpita da un fulmine caduto durante una tempesta improvvisa, Vaiana riceve una visione dal suo antenato, Tautai Vasa, il quale le rivela il motivo per cui nessuno è più connesso all'oceano: il malvagio dio delle tempeste Nalo, desiderava il potere sui mortali e per questo ha fatto sprofondare un'isola mistica chiamata Motufetu negli abissi dell'oceano.
Essa collegava tutte le isole e i popoli e l'isola di Motunui sarà presto deserta se lei non riuscirà a trovare un modo per farla riemergere, ristabilendo il collegamento tra tutti i popoli dell'oceano. Vaiana su consiglio della madre Sina raduna un equipaggio composto da alcuni abitanti di Motunui: l'artigiana Loto, che si occuperà della zattera, Moni, un cantastorie, che conosce diverse leggende e fan sfegatato di Maui, e Kele, un anziano contadino burbero, che si occuperà delle provviste. Con loro ci sono anche i suoi inseparabili animali, il maialino Pua e il gallo Hei Hei. Insieme partono alla ricerca dell’isola.
Nel frattempo, Maui è già alla ricerca di Motufetu, avendo avuto in passato uno scontro con Nalo. Tuttavia, viene catturato dall'esecutrice di quest'ultimo, Matangi. Il semidio è riluttante a contattare Vaiana per chiedere aiuto, temendo per la sua sicurezza. Alla fine, la ragazza e il suo equipaggio incontrano i Kakamora, che rivelano come le azioni di Nalo contro Motufetu abbiano causato la loro disconnessione dalla loro isola natale. Uno di loro aiuta il gruppo a distruggere un gigantesco mollusco mostruoso, che li conduce nell'antro di Matangi. Qui, Vaiana incontra la donna, ma scopre che quest'ultima non è felice di servire Nalo e decide di aiutarla a fuggire da quel luogo, riunendola a Maui e ai suoi amici prima di mandarli dove si trova il suo capo, tramite l'ingresso nel portale degli dei.
Maui rivela che il regno di Nalo è molto più pericoloso rispetto al mondo dei mortali e affrontarlo sarebbe un suicidio. Dopo che il gruppo viene spinto dalla tempesta su un'isola deserta Vaiana cade nello sconforto, ma Maui la incoraggia a non arrendersi. Insieme pianificano che quest'ultimo farà riemergere l'isola mentre lei dovrà toccarla per restaurare Motufetu e fermare Nalo. Gli amici riparano la zattera danneggiata e il gruppo si prepara ad affrontare il dio delle tempeste. Maui distrugge i tornadi che avvolgono il punto dove sta l'isola, ma essi si riformano senza problemi. Vaiana capisce però che il dio non è interessato a Maui, ma solo agli umani poiché possono spezzare la maledizione, decidendo quindi di cambiare il piano: il semidio farà riemergere l'isola dalle acque, mentre Vaiana e il suo equipaggio distrarranno Nalo.
Maui riesce infine ad arpionare l'isola e cerca infine di trascinarla in superficie, ma Nalo lo colpisce con un fulmine mortale, prendendo in pieno il semidio e generando un'esplosione. Maui sopravvive miracolosamente ma perde il suo amo, i tatuaggi e i suoi poteri divini, venendo scaraventato nell'oceano privo di sensi. Vaiana per salvarlo è costretta a immergersi per toccare l'isola sommersa, mentre i suoi amici si affrettano a recuperare Maui. La ragazza tocca infine l'isola, ma in quel momento un fulmine di Nalo la colpisce in pieno, uccidendola. Avendo toccato l'isola, la maledizione è stata spezzata. La tempesta cessa all'istante facendo ricomparire il sole.
Maui si butta in mare e trova, sconvolto, il corpo di Vaiana ormai senza vita. Quest'ultima però ha toccato l'isola sommersa e ora l'amico spirito del mare può manifestarsi, avvolgendo i due dentro una bolla d'aria. Maui implora disperato la ragazza di svegliarsi, ma inutilmente. In quel momento compaiono la nonna di Vaiana e tutti i suoi antenati. Insieme al semidio, intonando un canto, riescono a riportarla in vita facendola inoltre diventare a sua volta una semidea. Vaiana ottiene un tatuaggio da navigatrice e il suo remo si ricopre di segni luminescenti come l'amo di Maui. L'oceano glielo restituisce, facendogli riacquistare i suoi poteri e con essi tutti i suoi tatuaggi. I due semidei, unendo le forze, fanno riemergere Motufetu, ristabilendo la connessione tra l'oceano e i mortali. In tal modo riescono a ricongiungersi con gli altri popoli dell'Oceania.
Vaiana torna a casa, dove riabbraccia la sua famiglia, quindi si tiene una grande festa in suo onore. La ragazza con i suoi nuovi poteri divini è diventata una grande navigatrice in grado di navigare in qualsiasi parte dell'oceano. Così, insieme a Maui e al suo nuovo equipaggio, parte verso nuove avventure.
In una scena a metà dei titoli di coda, Nalo si prepara a punire Matangi per aver aiutato Vaiana e pianifica la sua vendetta. All'improvviso l'enorme granchio Tamatoa fa la sua ricomparsa, offrendosi di unirsi a lui in modo da vendicarsi della ragazza per l'umiliazione che gli ha inflitto, cantando una canzone.

## Personaggi
- Vaiana Waialiki (Moana Waialiki), doppiata in originale da Auli'i Cravalho e in italiano da Emanuela Ionica (dialoghi), Chiara Grispo (canto): è la curiosa figlia del capo villaggio Tui e di sua moglie Sina, che viene scelta dall'oceano per rompere la maledizione sull'isola di Motufetu. Alla fine diventa una semidea per il suo coraggio.
- Maui, doppiato in originale da Dwayne Johnson e in italiano da Fabrizio Vidale: è il co-protagonista del film, un semidio del vento e del mare dotato di capacità mutaforma; possiede un gigantesco amo da pesca ed ha il corpo coperto da tatuaggi animati, in particolare un mini se stesso che agisce come una coscienza. Ha molto a cuore Vaiana e teme per la sua sicurezza.
- Moni: è un membro dell'equipaggio di Vaiana, esperto di miti e leggende e fan sfegatato di Maui. È doppiato in inglese da Hualālai Chung e in italiano da Danilo Salpietro.
- Lototasi "Loto": è un'artigiana intelligente ma eccentrica e leggermente pessimista, membro dell'equipaggio di Vaiana. È doppiata in inglese da Rose Matafeo e in italiano da Giulia Luzi.
- Kele: è un contadino scontroso e membro della squadra di orientamento di Vaiana. È doppiato in inglese da David Fane e in italiano da Marco Mete.
- Matangi: è una semidea al servizio di Nalo che controlla i pipistrelli. All'inizio appare come antagonista di Vaiana e del suo equipaggio, ma poi li aiuta a scappare dalla sua prigione affinché Vaiana spezzi la maledizione di Motofetu, liberandola di conseguenza. È doppiata in inglese da Awhimai Fraser e in italiano da Giorgia.
- Simea: è la sorella minore di Vaiana, verso la quale nutre una profonda devozione. È doppiata in inglese da Khaleesi Lambert-Tsuda e in italiano da Luna Tosti.
- Capo Tui Waialiki: è il padre di Vaiana e Simea, capo del villaggio di Motonui. È doppiato in inglese da Temuera Morrison (dialoghi) e Christopher Jackson (canto) e in italiano da Roberto Pedicini.
- Sina: è la madre di Vaiana e Simea, moglie di Tui. È doppiata in inglese da Nicole Scherzinger e in italiano da Micaela Incitti.
- Nonna Tala: è la defunta madre di Tui e nonna paterna di Vaiana e Simea, che ritorna come spirito di una manta. È doppiata in inglese da Rachel House e in italiano da Angela Finocchiaro.
- Tautai Vasa: è l'antenato di Vaiana e primo capo di Motonui. È doppiato in inglese da Gerald Ramsey e in italiano da Dario Oppido.
- Nalo: è il malvagio dio delle tempeste e principale antagonista del film. È un dio crudele, spietato, arrogante e assetato di potere. A causa del suo odio per gli umani, fece affondare l'isola di Motufetu, spezzando il legame tra l'oceano e i mortali. Come dio delle tempeste, Nalo può controllare il clima, in particolare i fulmini e i venti. Compare fisicamente solo nella scena post-credits del sequel dove giura vendetta contro Vaiana. È doppiato in originale da Tofiga Fepulea'i e in italiano da Roberto Fidecaro.
- Tamatoa: è un egocentrico, vanitoso e narcisista Granchio del cocco di 15 metri proveniente da Lalotai, il regno dei mostri, con un cupo senso dell'umorismo a cui piace collezionare tesori per abbellire il suo guscio che è stato sconfitto da Vaiana nel primo film. Compare nella scena post credits del sequel quando Nalo sta per punire Matangi per avere aiutato Vaiana e i suoi compagni a sfuggire alla sua trappola mortale, offrendosi di aiutarlo a compiere la sua vendetta sulla giovane navigatrice e cantando una canzone per rallegrarlo, venendo quasi fulminato dal dio in un momento di collera. È doppiato in originale da Jemaine Clement e in italiano da Raphael Gualazzi.

## Produzione

### Sviluppo
Nel dicembre 2020, Jennifer Lee, ha annunciato che una serie musicale intitolata Moana (in italiano Oceania), basata sull'omonimo film del 2016, era in fase di sviluppo presso lo studio per Disney+. Nell'agosto 2021, è stato riferito che Osnat Shurer sarebbe stato nuovamente produttore. Nel gennaio 2022, è stato annunciato che David G. Derrick Jr. sarebbe stato scrittore e regista, dopo aver ricoperto il ruolo di artista dello storyboard del primo film. La serie è entrata in sviluppo contemporaneamente al remake in live-action di Oceania secondo Jared Bush, scrittore del film e sceneggiatore del film d'animazione del 2016.
Nel febbraio 2024, il CEO della Disney Bob Iger annunciò che la serie era stata rielaborata in un sequel cinematografico intitolato Moana 2, con Derrick e Shurer rimasti attaccati al progetto. Con l'uscita del primo trailer a maggio, Jason Hand, responsabile della storia di Encanto (2021), e Dana Ledoux Miller, che sta anche co-scrivendo la sceneggiatura del remake in live-action di Oceania, sono stati confermati come co-registi insieme a Derrick, mentre si è scoperto che Christina Chen e Yvett Merino avrebbero sostituito Shurer come produttori del film.

### Cast
Poco dopo l'annuncio che la serie sarebbe stata riproposta in un lungometraggio cinematografico, è stato confermato che Auli'i Cravalho e Dwayne Johnson avrebbero ripreso i rispettivi ruoli di Vaiana e Maui. Johnson ha poi confermato di essere stato coinvolto nel progetto sin dalla sua concezione, compreso il suo sviluppo, affermando: "Non vedo l'ora che i fan vedano il film, la tecnologia, gli effetti, all'avanguardia. Ci siamo davvero impegnati tutti. Abbiamo pensato che se vogliamo fare un seguito a qualcosa di così amato, facciamolo davvero."

### Animazione
L'animazione è stata gestita presso lo studio di Vancouver dei Walt Disney Animation Studios a partire dal momento in cui è stata sviluppata come serie, mentre la pre-produzione e lo storyboard hanno avuto luogo presso lo studio di Burbank. È il primo lungometraggio realizzato presso lo studio di Vancouver, ma non il primo progetto pubblicato, con Iwájú uscito all'inizio di quell'anno.

## Colonna sonora
Mark Mancina e Opetaia Foa'i tornano per comporre la colonna sonora del film, mentre Abigail Barlow ed Emily Bear hanno scritto le canzoni, sostituendo Lin-Manuel Miranda del primo film.

## Promozione
Il primo teaser trailer del film è stato diffuso il 29 maggio 2024.

## Distribuzione
L'uscita nelle sale di Oceania 2 è avvenuta il 27 novembre 2024. Un'anteprima del film è stata proiettata al Festival internazionale del film d'animazione di Annecy il 14 giugno 2024.

### Edizione italiana
Il doppiaggio italiano, eseguito dalla Iyuno e diretto da Massimiliano Manfredi su dialoghi di Roberto Morville (entrambi subentrati a Fiamma Izzo), vede il ritorno di Emanuela Ionica, Chiara Grispo, Fabrizio Vidale, Angela Finocchiaro, Roberto Pedicini, Micaela Incitti e Raphael Gualazzi nei rispettivi ruoli (Vaiana, parlato e cantato, Maui, Nonna Tala, Tui e Sina e Tamatoa); mentre la cantante Giorgia e i doppiatori: Alistair Abell, Giulia Luzi, Danilo Salpietro, Dario Oppido, Roberto Fidecaro, Luna Tosti e Marco Mete si uniscono nei ruoli di Matangi, Hei Hei, Loto, Moni, Tautai Vasa, Nalo, Simea e Kele.
L'adattamento delle canzoni è di Lorena Brancucci, mentre la direzione è di Virginia Brancucci, subentrata a Ermavilo.

## Accoglienza

### Incassi
Il film ha incassato 460405297 $ in Nord America e 598836867 $ nel resto del mondo, per un totale di 1059242164 $, divenendo uno dei tre film ad aver raggiunto 1 miliardo di dollari al box office nel 2024, nonché il 3° maggior incasso mondiale di quell'anno. È l'11º film d'animazione con maggiori incassi nella storia del cinema ed il 45º maggior incasso nella storia del cinema. Con 21307352 €, è il 49º film con maggiori incassi in Italia di sempre.

### Critica
Il film ha ottenuto il 60% delle recensioni professionali positive su Rotten Tomatoes, con un voto medio di 6 su 10 basato su 245 critiche, e un voto medio di 58/100 su Metacritic da parte di 50 critici.
Secondo Cinematografo è un film che piacerà molto soprattutto ai più piccoli, anche se è destinato a tutta la famiglia.
Secondo Cinema Everyeye il film è un ottimo sequel, un film consistente.
Simone Emiliani su Sentieri Selvaggi scrive che "qui soprattutto si smaterializzano la magia, l'incanto, il mito polinesiano e visivamente ricicla stancamente le intuizioni di Oceania"

### Primati
- Miglior apertura per un classico Disney dai tempi di Frozen II - Il segreto di Arendelle (2019), con un incasso di 28 milioni di dollari durante il giorno del ringraziamento negli Stati Uniti e Canada.[24]
- Miglior incasso nei primi cinque giorni di apertura in tutto il mondo, con ben 389 milioni di dollari, superando il record di Super Mario Bros. - Il film (2023).[25]
- Miglior incasso di sempre nella categoria "weekend successivo a quello del Giorno del Ringraziamento", con 52 milioni di dollari.[26]

## Riconoscimenti
- 2025 – Golden Globe[27]
  - Candidatura al miglior film d'animazione